# Aresta múltipla

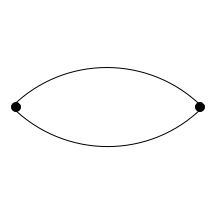
Exemplo de aresta múltipla compartilhando dois vértices.

Aresta múltipla ou aresta paralela são arestas que possuem os mesmos vértices como extremidade.